# Mistrzostwa Świata Juniorów w Saneczkarstwie 2011
26. Mistrzostwa Świata Juniorów w Saneczkarstwie odbyły się w dniach 31 stycznia–6 lutego 2011 w niemieckim Oberhofie. W tym mieście mistrzostwa odbyły się po raz drugi (wcześniej w 1997). Rozegrane zostały cztery konkurencje: jedynki kobiet, jedynki mężczyzn, dwójki mężczyzn oraz zawody drużynowe. W tabeli medalowej bezkonkurencyjni byli Niemcy.

## Wyniki

### Jedynki kobiet
- Data: Sobota 5 lutego 2011

| Medal | Zawodniczka      | Narodowość        | Czas     | Strata |
| ----- | ---------------- | ----------------- | -------- | ------ |
|       | Dajana Eitberger | Niemcy            | 1:28.213 |        |
|       | Katrin Rudolph   | Niemcy            | 1:28.233 | +0.020 |
|       | Luzie Löscher    | Niemcy            | 1:28.552 | +0.339 |
| 4.    | Aileen Frisch    | Niemcy            | 1:28.777 | +0.564 |
| 5.    | Tatjana Iwanowa  | Rosja             | 1:28.802 | +0.589 |
| 6.    | Kate Hansen      | Stany Zjednoczone | 1:28.844 | +0.631 |
| 7.    | Birgit Platzer   | Austria           | 1:29.063 | +0.850 |
| 8.    | Emily Sweeney    | Stany Zjednoczone | 1:29.064 | +0.851 |
| ...   | ...              | ...               | ...      | ...    |
| 18.   | Ewa Kuls         | Polska            | 1:30.490 | +2.277 |
| 22.   | Oktawia Zych     | Polska            | 1:30.854 | +2.641 |

### Jedynki mężczyzn
- Data: Sobota 5 lutego 2011

| Medal | Zawodnik               | Narodowość | Czas     | Strata |
| ----- | ---------------------- | ---------- | -------- | ------ |
|       | Julian von Schleinitz  | Niemcy     | 1:33.434 |        |
|       | Georg Reumschüssel     | Niemcy     | 1:33.663 | +0.229 |
|       | Dominik Fischnaller    | Włochy     | 1:33.766 | +0.332 |
| 4.    | Siemion Pawliczenko    | Rosja      | 1:33.974 | +0.540 |
| 5.    | Chris Eissler          | Niemcy     | 1:34.315 | +0.881 |
| 6.    | Kevin Fischnaller      | Włochy     | 1:34.406 | +0.972 |
| 7.    | Aleksandr Pierietiagin | Rosja      | 1:34.753 | +1.319 |
| 8.    | Julis Löffler          | Niemcy     | 1:34.874 | +1.440 |
| ...   | ...                    | ...        | ...      | ...    |
| 22.   | Sebastian Szabla       | Polska     | 1:36.971 | +3.537 |

### Dwójki mężczyzn
- Data: Niedziela 6 lutego 2011

| Medal | Zawodnicy                             | Narodowość        | Czas     | Strata  |
| ----- | ------------------------------------- | ----------------- | -------- | ------- |
|       | Ludwig Rieder/Patrick Rastner         | Włochy            | 1:18.609 |         |
|       | Nico Grüssner/Toni Förtsch            | Niemcy            | 1:18.747 | +0.138  |
|       | Robin Geueke/David Gamm               | Niemcy            | 1:18.876 | +0.267  |
| 4.    | Tim Brendel/Florian Funk              | Niemcy            | 1:18.978 | +0.369  |
| 5.    | Jakob Hyms/Andrew Sherk               | Stany Zjednoczone | 1:19.032 | +0.423  |
| 6.    | Aleksandr Dienisjew/Władisław Antonow | Rosja             | 1:19.070 | +0.461  |
| 7.    | Andriej Bogdanow/Jurij Miedwiediew    | Rosja             | 1:19.111 | +0.502  |
| 8.    | Marian Zemanik/Jozef Petrulak         | Słowacja          | 1:19.631 | +1.022  |
| ...   | ...                                   | ...               | ...      | ...     |
| 10.   | Filip Romański/Jakub Kowalewski       | Polska            | 1:20.291 | +1.682  |
| 16.   | Patryk Poręba/Karol Mikrut            | Polska            | 1:22.329 | +3.720  |
| 21.   | Patryk Ziarno/Kamil Gumulak           | Polska            | 1:40.574 | +21.965 |

### Drużynowe
| Medal | Zawodnicy                                                              | Narodowość        | Czas     | Strata |
| ----- | ---------------------------------------------------------------------- | ----------------- | -------- | ------ |
|       | Dajana Eitberger/Julian von Schleinitz/Nico Grüssner/Toni Förtsch      | Niemcy            | 2:20.695 |        |
|       | Maria Messner/Dominik Fischnaller/Ludwig Rieder/Patrick Rastner        | Włochy            | 2:21.141 | +0.446 |
|       | Kate Hansen/Taylor Morris/Jacob Hyrns/Andrew Sherk                     | Stany Zjednoczone | 2:21.707 | +1.012 |
| 4.    | Tatjana Iwanowa/Siemion Pawliczenko/Andriej Bogdanow/Jurij Miedwiediew | Rosja             | 2:21.973 | +1.278 |
| 5.    | Ulla Zirne/Kristaps Mauriņš/Kristens Putins/Imants Marcinkēvičs        | Łotwa             | 2:22.712 | +2.017 |
| 6.    | Kimberley McRae/Mitchel Malyk/Devin Corrigall/Taylor Donegan           | Kanada            | 2:24.037 | +3.342 |
| 7.    | Ewa Kuls/Sebastian Szabla/Filip Romański/Jakub Kowalewski              | Polska            | 2:24.278 | +3.583 |
| 8.    | Viera Gburowa/Marian Zemanik/Marek Solčanský/Karol Stuchlák            | Słowacja          | 2:24.557 | +3.862 |

## Klasyfikacja medalowa
| Miejsce | Państwo           |   |   |   | Razem |
| ------- | ----------------- | - | - | - | ----- |
| 1.      | Niemcy            | 3 | 3 | 2 | 8     |
| 2.      | Włochy            | 1 | 1 | 1 | 3     |
| 3.      | Stany Zjednoczone | 0 | 0 | 1 | 1     |